# 甲斐智美
甲斐 智美（かい ともみ、1983年5月30日 - ）は、日本将棋連盟所属の女流棋士。中原誠十六世名人門下。女流棋士番号は21（2011年3月31日までは41）。石川県七尾市出身。

## 経歴

### 女流棋士になる前
石川県七尾市生まれ。生後数ヶ月で神奈川県川崎市へ転居した。父は将棋の観戦記者である甲斐栄次。きょうだい4人全員とともに父から将棋を教わったが、人と争うのが苦手で勝負事は好きではないため、最初は面白いと思えなかったという。しかし徐々に指すほどに魅力に引き込まれていき、小学5年生の頃に父に連れられて行った八王子将棋クラブで腕を磨いた。1995年10月に12歳で女流育成会に入会。1997年4月、同じ川崎在住の中原誠門下として13歳で女流2級でプロデビュー。

### 奨励会員・女流棋士として
1年後の1998年4月に女流1級となるが、奨励会という厳しい世界に身を置いて、レベルアップする必要があると考え、同年9月に女流棋士会を休会し関東奨励会に6級で入会。かつては女流棋士と奨励会の掛け持ちは認められていたが、1998年に「女流棋士が奨励会に籍をおく場合は女流棋士を休場しなければならない」という規定ができたため、この規定の適用者第1号となった。
奨励会では1級まで昇級したが、5年在籍したのち2003年8月に2級で退会。
同年9月1日に5年ぶりに女流棋士に復帰。休会前の成績により、女流初段に昇段しての復帰となった。ただし女流名人位戦は予選から参加した。
2006年の第11回鹿島杯女流将棋トーナメントでは決勝で中村真梨花を破り公式戦初優勝。これにより女流二段に昇段する。この期をもって終了した同棋戦の最後の優勝者となった。また2008年の初のネット棋戦・第1回ネット将棋・女流最強戦では、決勝で矢内理絵子女流名人を破り初代優勝者となる。また2006年度の第33期女流名人位戦でA級リーグに昇級すると2012年度の39期まで7年連続で残留した。
一方でこの時期はタイトルには一歩及ばないことが多く、2007年に始まった第1期マイナビ女子オープンでは、鹿島杯女流将棋トーナメント優勝者としてシード参加。本戦トーナメントで勝ち進み、決勝五番勝負に進出しタイトル初挑戦を決めるものの、翌年4月からの五番勝負では矢内理絵子に1勝3敗で敗れタイトル獲得はならなかった。
さらに同年第19期女流王位戦白組リーグで中村真梨花との4勝1敗同士のプレーオフを制して優勝するが、9月1日の挑戦者決定戦で紅組優勝の清水市代に敗れる。さらに第16期倉敷藤花戦でも9月29日の挑戦者決定戦で里見香奈に敗れた。
女流棋戦以外のメディア出演としては2006年度から4年間NHK杯テレビ将棋トーナメントで、棋譜読み上げ係を務めた。

### タイトルホルダーとして
2010年の第3期マイナビ女子オープンでは本戦トーナメントを勝ち進み、2年ぶりにタイトル挑戦を決める。4月からの五番勝負では矢内理絵子女王を3連勝のストレートで下し、2度目の挑戦で初タイトルである女王を獲得。タイトル1期として女流三段に昇段した。特に第3局は双方持ち時間を使い果たしての1分将棋になってからが長く、二転三転する181手の大熱戦であった。
さらに続く第21期女流王位戦でも挑戦者決定戦で紅組優勝の石橋幸緒を破り、清水市代女流王位に挑戦。5月から行われた五番勝負では清水を3勝1敗で破り、タイトル奪取。史上5人目の女流二冠となる。僅か2ヶ月前までタイトル獲得歴が全くなく、タイトル挑戦3回目での達成であった。それらの活躍で第38回将棋大賞女流棋士賞を受賞した。
2011年の第4期マイナビ女子オープン五番勝負では上田初美に3連敗して失冠したが、第22期女流王位戦の五番勝負では清水市代の挑戦を3勝2敗で退けて防衛した。これで通算タイトル獲得3期とし、結果として女流三段を一度も名乗ることなく女流四段に昇段。
2012年の第23期女流王位戦五番勝負では里見三冠に3連敗して失冠。
2013年の第24期女流王位戦では挑戦者決定戦で勝利しタイトル戦に再挑戦。相手は直前の第6期マイナビ女子オープンで史上初の女流五冠になり、女流六冠をねらう里見香奈であったが、5月からの五番勝負はフルセットの末、3勝2敗で女流王位を奪還。一方里見は実に15回目の女流タイトル戦で初めて敗退し女流四冠に後退した。さらに第21期倉敷藤花戦でも挑戦権を得て、10月からの3番勝負では2勝1敗で里見を破り、初の倉敷藤花を獲得。再び女流二冠（女流王位・倉敷藤花）に返り咲いた。
またその倉敷藤花のタイトル戦の間の10月24日の王位戦予選2回戦では、当時順位戦A級・竜王戦1組所属で王位三連覇などの実績を持つ深浦康市九段を133手で破る大金星を挙げている。それらの活躍により2014年の第41回将棋大賞の最優秀女流棋士賞を受賞した。
2014年の第25期女流王位戦3番勝負では3期ぶりにタイトル戦に登場した清水市代の挑戦を受け、第1局は千日手指し直しの末敗れたものの、その後3連勝して防衛した。第22期倉敷藤花戦でも25年ぶりのタイトル挑戦となった山田久美を退けタイトル防衛。通算タイトル7期となり、これにより女流五段に昇段した。
翌2015年は前年度の休場から復帰してきた里見香奈の挑戦を受け、第26期女流王位戦、第23期倉敷藤花戦の番勝負で続けてストレート負けを喫し再びタイトルを失った。

### タイトル失冠後
2015年、神奈川文化賞未来賞受賞。
2019年に女流タイトル戦として新設された第1期ヒューリック杯清麗戦で、予選・本戦を勝ち抜き、決勝に進出し4年ぶりにタイトル戦に出場。初代清麗の座を懸けた里見香奈との五番勝負は、0勝3敗のストレート負けに終わった。
2023年、3月3日に行われた第16期マイナビ女子オープン本戦トーナメント決勝で加藤桃子を破り、同タイトルでは12期ぶりにタイトル戦に進出した。
2023年1月に日本将棋連盟に引退届を提出。同年1月以降の開始棋戦には参加せず、進行中の棋戦でタイトル獲得した場合でも次期棋戦には出場しない意向であり、予定される全対局の終了をもって現役引退となる。
3月の引退発表以降、第34期女流王位戦では、挑戦者決定リーグ紅組4勝1敗から挑戦者決定戦に進出するも、白組から挑戦者決定戦に進出した伊藤沙恵に敗れた。第5期清麗戦は、再挑戦トーナメントから本戦（ベスト4）に進出するも、本戦で西山朋佳に敗れた。西山朋佳女王に挑戦した第16期マイナビ女子オープンの五番勝負は、0勝3敗のストレート負けに終わった。
2023年7月3日の第3期女流順位戦A級で、公式戦最後の対局を終えた。リーグ成績は3勝6敗の7位で「残留」を決めて、同日付けを以って引退となった。なお、引退時点で対局が収録済であった第45期女流王将戦の本戦トーナメントは、2回戦で渡部愛に敗れた。

## 棋風
- 振り飛車党。

## 人物・エピソード
- 2007年4月24日に行われた第15期倉敷藤花戦2回戦で、後手番の関根紀代子が誤って初手を指したため、0手で相手の反則負けという珍事を経験している[10]。

## 昇段履歴
女流育成会入会から女流棋士休会まで
- 1995年10月00日 - 女流育成会入会
- 1997年04月01日 - 女流2級（プロ入り）
- 1998年04月01日 - 女流1級（1997年度指し分け以上・7勝以上 = 15勝4敗、女流通算15勝4敗）
- 1998年09月00日 - 女流棋士会を休会、奨励会に6級で入会（女流通算23勝14敗）[注 5]

奨励会
- 1998年09月00日 - 6級 = 関東奨励会入会 [11]
- 1999年01-2月00 - 5級 [12]
- 2000年12月08日 - 4級 [13]
- 2001年02月20日 - 3級 [14]
- 2001年10月10日 - 2級 [15]
- 2002年04月11日 - 1級 [16]
- 2002年09月10日 - 2級（降級） [17]
- 2003年08月09日 - 奨励会退会（退会時2級、最高位は1級）[4]

女流棋士復帰後
- 2003年09月01日 - 女流初段として女流棋士に復帰（女流名人位戦A級昇級の成績）[4][注 5]
- 2006年09月18日 - 女流二段（棋戦優勝 = 第11回鹿島杯）[18]
- 2010年04月19日 - 女流三段（タイトル1期 = 第3期マイナビ女子オープン）[19]
- 2011年06月29日 - 女流四段（タイトル3期）[20]
- 2014年11月23日 - 女流五段（タイトル7期）[21]
- 2023年07月03日 - 引退 [9]

## 主な成績

### タイトル戦
詳細は末尾の「#年表」の項を参照。
また、「将棋の女流タイトル戦結果一覧」および「将棋の女流タイトル在位者一覧」の項目も参照。
| タイトル                                     | 番勝負           | 獲得年度             | 登場 | 獲得期数 | 連覇  | クイーン称号 |
| 白玲                                         | 七番勝負 9-11月  | －                   | －   | －       | －    |              |
| 清麗                                         | 五番勝負 8-9月   | －                   | 1回  | －       | －    |              |
| 女王                                         | 五番勝負 4-5月   | 2010                 | 4回  | 1期      | －    |              |
| 女流王座                                     | 五番勝負 10-12月 | －                   | －   | －       | －    |              |
| 女流名人                                     | 五番勝負 1-2月   | －                   | －   | －       | －    |              |
| 女流王位                                     | 五番勝負 4-6月   | 2010-2011, 2013-2014 | 6回  | 4期      | 2連覇 |              |
| 女流王将                                     | 三番勝負 10月    | －                   | －   | －       | －    |              |
| 倉敷藤花                                     | 三番勝負 11月    | 2013-2014            | 3回  | 2期      | 2連覇 |              |
| 登場回数合計14回、 獲得合計7期 = 歴代7位タイ |                  |                      |      |          |       |              |

| 01位 | 0 福間香奈*0 | 63期 | (79回) |
| 02位 | 0 清水市代*0 | 43期 | (71回) |
| 03位 | 0 中井広恵*0 | 19期 | (44回) |
| 04位 | 0 西山朋佳*0 | 18期 | (30回) |
| 05位 | 0 林葉直子00 | 15期 | (23回) |
|      | 0            |      |        |

| 6位  | 0 加藤桃子*   | 09期 | (23回) |
| 7位  | 0 甲斐智美    | 07期 | (14回) |
|      | 0 蛸島彰子    | 07期 | (11回) |
| 9位  | 0 矢内理絵子* | 06期 | (18回) |
| 10位 | 0 斎田晴子*   | 04期 | (12回) |
|      | 0 山下カズ子  | 04期 | (6回)  |

| 01位 | 0 福間香奈*0 | 63期 | (79回) |
| 02位 | 0 清水市代*0 | 43期 | (71回) |
| 03位 | 0 中井広恵*0 | 19期 | (44回) |
| 04位 | 0 西山朋佳*0 | 18期 | (30回) |
| 05位 | 0 林葉直子00 | 15期 | (23回) |
|      | 0            |      |        |

| 6位  | 0 加藤桃子*   | 09期 | (23回) |
| 7位  | 0 甲斐智美    | 07期 | (14回) |
|      | 0 蛸島彰子    | 07期 | (11回) |
| 9位  | 0 矢内理絵子* | 06期 | (18回) |
| 10位 | 0 斎田晴子*   | 04期 | (12回) |
|      | 0 山下カズ子  | 04期 | (6回)  |

- タイトル戦登場（合計 14回）
  - 清麗＿＿：1回（第1期〈2019年度〉）
  - 女王＿＿：4回（第1期〈2008年度〉、第3-4期、16期）
  - 女流王位：6回（第21期〈2010年度〉-第26期）
  - 倉敷藤花：3回（第21期〈2013年度〉、第22-23期）

### 一般棋戦優勝
- 鹿島杯女流将棋トーナメント　1回（2006年度 = 第11回）
- 大和証券杯ネット将棋・女流最強戦　1回（2007年度 = 第1回）

優勝合計2回

### 将棋大賞
- 第38回（2010年度）　女流棋士賞
- 第41回（2013年度）　女流棋士賞
- 第42回（2014年度）　最優秀女流棋士賞

### 年度別成績
女流公式棋戦
公式棋戦（「男性棋戦」）

## 年表
| - タイトル戦の欄の氏名は対戦相手。 色付きのマス目は獲得（奪取または防衛）。濃い色付きのマス目はクイーン称号獲得。 氏名の下は左から順に、o : 甲斐の勝ち、 x : 甲斐の負け、 j : 持将棋 - 将棋大賞は、最女 : 最優秀女流棋士賞、優女 : 優秀女流棋士賞、女棋 : 女流棋士賞、名特 : 名局賞特別賞、女名 : 女流名局賞、女対 : 女流最多対局賞 |

| 年度 | タイトル                                       | タイトル        | タイトル             | タイトル    | タイトル      | タイトル        | タイトル         | タイトル       | その他 優勝 | 将棋 大賞 | 備考                                       |
| 年度 | 女王 4-5月                                     | 女流王位 4-6月  | 清麗 8-9月           | 白玲 9-11月 | 女流王将 10月 | 倉敷藤花 11月   | 女流王座 10-12月 | 女流名人 1-2月 | その他 優勝 | 将棋 大賞 | 備考                                       |
| 1997 | －                                             | <第8期>         | －                   | －          | <第19期>      | <第5期>         | －               | <第24期>       |             |           | ・女流プロ入り（女流2級）                  |
| 1998 | －                                             |                 | －                   | －          |               |                 | －               |                |             |           | ・関東奨励会入会                           |
| 1999 | －                                             |                 | －                   | －          |               |                 | －               |                |             |           |                                            |
| 2000 | －                                             |                 | －                   | －          |               |                 | －               |                |             |           |                                            |
| 2001 | －                                             |                 | －                   | －          |               |                 | －               |                |             |           |                                            |
| 2002 | －                                             |                 | －                   | －          |               |                 | －               |                |             |           |                                            |
| 2003 | －                                             |                 | －                   | －          |               |                 | －               |                |             |           | ・奨励会退会 ・女流棋士に復帰 （女流初段） |
| 2004 | －                                             |                 | －                   | －          |               |                 | －               |                |             |           |                                            |
| 2005 | －                                             |                 | －                   | －          |               |                 | －               |                |             |           |                                            |
| 2006 | －                                             |                 | －                   | －          |               |                 | －               |                |             |           |                                            |
| 2007 | <第1期> 矢内理絵子 xoxx                        |                 | －                   | －          |               |                 | －               |                |             |           |                                            |
| 2008 |                                                |                 | －                   | －          |               |                 | －               |                |             |           |                                            |
| 2009 | 矢内理絵子 ooo                                 |                 | －                   | －          |               |                 | －               |                |             |           |                                            |
| 2010 | 上田初美 xxx                                   | 清水市代 ooxo   | －                   | －          |               |                 | －               |                |             | 女棋      |                                            |
| 2011 |                                                | 清水市代 ooxxo  | －                   | －          |               |                 | <第1期>          |                |             |           |                                            |
| 2012 |                                                | 里見香奈 xxx    | －                   | －          |               |                 |                  |                |             |           |                                            |
| 2013 |                                                | 里見香奈 oxoxo  | －                   | －          |               | 里見香奈 xoo    |                  |                |             | 女棋      |                                            |
| 2014 |                                                | 清水市代 sxooo  | －                   | －          |               | 山田久美 oxo    |                  |                |             | 最女      |                                            |
| 2015 |                                                | 里見香奈 xxx    | －                   | －          |               | 里見香奈 xx     |                  |                |             |           |                                            |
| 2016 |                                                |                 | －                   | －          |               |                 |                  |                |             |           |                                            |
| 2017 |                                                |                 | －                   | －          |               |                 |                  |                |             |           |                                            |
| 2018 |                                                |                 | －                   | －          |               |                 |                  |                |             |           |                                            |
| 2019 |                                                |                 | <第1期> 里見香奈 xxx | －          |               |                 |                  |                |             |           |                                            |
| 2020 |                                                |                 |                      | －          |               |                 |                  |                |             |           |                                            |
| 2021 |                                                |                 |                      | <第1期>     |               |                 |                  |                |             |           | ・A級昇級                                  |
| 2022 |                                                |                 |                      |             |               |                 |                  |                |             |           |                                            |
| 2023 | 西山朋佳 xxx                                   |                 |                      |             |               | －              | －               | －             |             |           | ・2023年7月3日 引退                        |
| 年度 | 女王 4-5月                                     | 女流王位 4-6月  | 清麗 8-9月           | 白玲 9-11月 | 女流王将 10月 | 倉敷藤花 11月   | 女流王座 10-12月 | 女流名人 1-2月 | その他 優勝 | 将棋 大賞 | 備考                                       |
| 合計 | 登場4回 獲得1期                                | 登場6回 獲得4期 | 登場1回              |             |               | 登場3回 獲得2期 |                  |                |             |           |                                            |
| 合計 | タイトル戦登場14回、獲得合計7期（歴代7位タイ） |                 |                      |             |               |                 |                  |                |             |           |                                            |